# 片桐顕智
片桐 顕智（かたぎり あきのり、1909年8月23日 - 1970年1月29日）は、日本の歌人、日本文学研究者、文筆家。

## 来歴
長野県野沢温泉村豊郷生まれ。新潟県社会教育課勤務の片桐佐太郎の三男。
旧制新潟高等学校卒、1935年東京帝国大学文学部国文科卒。日本放送協会に勤務、編成局社会部長、ラジオ局文芸部長、芸能局次長、1960年総合放送文化研究所所長。1952年に『NHK短歌』を創刊。
1965年退職、1966年跡見学園女子大学教授。
学生時代に歌誌『真人』に参加。落合直文、斎藤茂吉を研究。日本エッセイストクラブ賞選考委員を務めた。

## 著書
- 『明治短歌史論』 人文書院、1939
- 『ラジオの聴き方』 至文堂 学生教養新書、1953
- 『新しい手紙の書き方』 春秋社 現代の生活技術新書、1955
- 『ラジオと国語教育』 元々社 民族教養新書、1955
- 『斎藤茂吉』 清水書院 センチュリーブックス 人と作品、1967

### 古典再話
- 『今昔物語』 同和春秋社 日本名作物語、1951
- 『枕草子・徒然草』 ポプラ社 古典文学全集、1969

## 参考
- コトバンク
- 『日本近代文学大事典』講談社、1984